# Солонин, Сергей Александрович
Серге́й Алекса́ндрович Соло́нин (род. 28 ноября 1973) — российский предприниматель, инвестор, сооснователь платёжного сервиса Qiwi (владеет 66,7 % пакета акций), бывший генеральный директор ассоциации «Финтех», учреждённой Центробанком, Сбербанком, ВТБ и рядом других банков.

## Биография
Окончил Всероссийский финансовый институт по специальности «Финансы и кредит».
Свои первые средства заработал на товарной бирже «Алиса» предпринимателя Германа Стерлигова.
В 1998 году основал банк «Русский инвестиционный клуб», став председателем совета директоров.
В 2008 году Сергей основал «Первый процессинговый банк», и уже 2010 году этот банк вошел в состав Qiwi group.
С 2010 года является членом совета директоров группы Qiwi.
В 2017—2020 годы являлся генеральным директором ассоциации «Финтех».
В 2018 году вложил в проект Telegram Open Network Павла Дурова 17 млн $.
Одним из направлений инвестирования у Сергея, помимо финтеха, является фудтех. В 2020 году Сергей Солонин стал единственным владельцем сети кафе «Обед-буфет», и в то же время продал долю в бизнесе сервиса экспресс-доставки еды «Кухня на районе» СП Сбербанка и Майл.ру групп.
С января 2020 года — исполнительный председатель совета директоров группы Qiwi.
Осуществляет частные инвестиции в финтех-проекты, выступая соинвестором компаний Instamart, Рокетбанк, Youdo, Aviasales и другие.
Соруководитель рабочей группы «Финнет» (Агентство стратегических инициатив).
В 2021 году стало известно о вложении Сергея Солонина 1,5 млн $ в бразильскую онлайн-школу EBAC Online, которая была запущена выходцами из Skillbox и «Яндекс. Маркета», а также об участии в коллективной инвестиции в фемтех-сервис amma pregnancy tracker .

### Состояние
Занимает 196-е место в рейтинге Forbes «200 богатейших бизнесменов России 2015» с состоянием 400 миллионов долларов.

### Личная жизнь
Женат, воспитывает пятерых детей.
В августе 2018 года побывал в девятимесячном кругосветном путешествии со своей семьей, которое назвал «путешествием к сердцу семьи».